# Lubuk Bedorong
Lubuk Bedorong is een bestuurslaag in het regentschap Sarolangun van de provincie Jambi, Indonesië. Lubuk Bedorong telt 882 inwoners (volkstelling 2010).